# Benitagla
Benitagla este o municipalitate din provincia Almería, Andaluzia, Spania, cu o populație de 80 de locuitori.